# Austrodanthonia
Austrodanthonia is een geslacht uit de grassenfamilie (Poaceae). De soorten van dit geslacht komen voor in delen van Australië, Nieuw-Zeeland en Nieuw-Guinea.

## Soorten
Van het geslacht zijn de volgende soorten bekend: 
- Austrodanthonia acerosa
- Austrodanthonia alpicola
- Austrodanthonia auriculata
- Austrodanthonia biannularis
- Austrodanthonia bipartita
- Austrodanthonia bonthainica
- Austrodanthonia caespitosa
- Austrodanthonia carphoides
- Austrodanthonia clavata
- Austrodanthonia diemenica
- Austrodanthonia duttoniana
- Austrodanthonia eriantha
- Austrodanthonia fulva
- Austrodanthonia geniculata
- Austrodanthonia induta
- Austrodanthonia laevis
- Austrodanthonia mera
- Austrodanthonia monticola
- Austrodanthonia occidentalis
- Austrodanthonia oreophila
- Austrodanthonia penicillata
- Austrodanthonia pilosa
- Austrodanthonia popinensis
- Austrodanthonia procera
- Austrodanthonia racemosa
- Austrodanthonia remota
- Austrodanthonia richardsonii
- Austrodanthonia setacea
- Austrodanthonia tenuior